# Wily Mignon
Wily Mignon, Pseudonym von Mignon E. Wilfried (geb. 29. April 1986 in Parakou, Benin; gest. 4. Februar 2025 in Ouagadougou, Burkina Faso) war ein Sänger, Arrangeur und Komponist aus Benin.

## Leben
Wily Mignon wurde am 29. April 1986 in der Stadt Parakou in Benin geboren. Er begann mit dem Musizieren zusammen mit seinen Schwestern in Ouidah, wo er Chef des Orchesters des Collège d’enseignement Général 2 von Ouidah und der Universität wurde. Er war Bassist der Band Canons B52 du Campus in Porto-Novo und schuf das Konzept «Noudjihou» (Juni 2007), als er auch sein erstes Album veröffentlichte.

### Persönliches
Wily Mignon war in einer Beziehung mit der beninischen Sängerin Dossi, das Paar trennte sich 2021. Er starb am 4. Februar 2025 im Hôpital Yalgado in Ouagadougou in Burkina Faso nach einer kurzen Krankheit im Alter von 38 Jahren.

## Diskographie
Wily Mignon veröffentlichte mehrere Singles:
- Mindédji
- Lintchin
- Mimanonwlao